# Hiperon
În fizica particulelor elementare, un hiperon este orice barion care conține unul sau mai multe quarcuri strange, dar niciun quarc charm sau bottom.
Fiind barioni, toți hiperonii sunt fermioni. Adică, au spin semiîntreg și se supun statisticii Fermi-Dirac. Toți interacționează prin intermediul forței nucleare tari, ceea ce înseamnă că sunt tipuri de hadroni. Sunt compuși din trei quarcuri ușoare, dintre care cel puțin unul este un quarc strange, fiind deci barioni strange. Hiperonii se dezintegrează slab fără conservarea parității.
Primele cercetări asupra hiperonilor au avut loc în anii 1950 și au impulsionat cercetătorii la crearea unei clasificări organizate a particulelor. În prezent, cercetările în acest domeniu se efectuează cu ajutorul datelor obținute în mai multe laboratoare din jurul lumii, inclusiv CERN, Fermilab, SLAC, JLAB, Laboratorul Național Brookhaven, KEK și altele. Temele abordate includ căutarea violării parității sarcinii, măsurători ale spinului, studii ale stărilor excitate, și căutarea stărilor exotice precum pentaquarcurile și dibarionii.

## Tipuri de hiperoni

O combinație a trei quarkuri u, d sau s cu un spin total de 3/2 formează așa numitul decuplet barionic. Cei șase din partea inferioară sunt hiperoni.

Există trei hiperoni sigma (Σ), sigma plus (Σ+), sigma zero (Σ0) și sigma minus (Σ-). Aceștia au energii de repaus de ~1190 MeV și durate de viață de ~1×10−10 s cu excepția lui Σ0 a cărui durată de viață este mai scură, 1×10−19 s.
Există un hiperon lambda (Λ), lambda zero Λ0. Acesta are o energie de repaus de 1115 MeV cu o durată de viață de 2.6×10−10 s.
Există doi hiperoni xi (Ξ), xi zero Ξ0 și xi minus Ξ-. Aceștia au energii de repaus de 1315 MeV și 1320 MeV și durate de viață de 2.9×10−10 s și 1.6×10−10 s.
Există un hiperon omega (Ω), ultimul descoperit, omega minus Ω-, cu o masă de 1670 MeV și o durată de viață de 8.2×10−11 s.

## Dezintegrarea hiperonilor
Din moment ce numărul cuantic de stranietate este conservat de interacțiunile tari, hiperonii în stare fundamentală nu se pot dezintegra tare (adică în interacțiunile tari). Totuși, aceștia participă în interacțiunile tari.

### Dezintegrarea lambda
Λ0 → p+ + π−
Λ0 → n0 + π0
În cazuri rare, Λ0 se poate de asemenea dezintegra prin intermediul următoarelor procese:
Λ0 → p+ + e- + νe
Λ0 → p+ + μ- + νμ

### Dezintegrarea sigma
Σ+ → p+ + π0
Σ+ → n0 + π+
Σ0 → Λ0 + γ
Σ- → n0 + π-

### Dezintegrarea xi
Ξ0 → Λ0 + π0
Ξ- → Λ0 + π-
Particulele xi sunt de asemenea cunoscute ca hiperoni „cascadă”, deoarece parcurg o dezintegrare în doi pași, devenind un nucleon după ce se dezintegrează mai întâi într-un Λ0 și emițând un π±.

### Dezintegrarea omega minus
Particulele omega minus au un număr barionic de +1 și o hipersarcină de −2, dându-i o stranietate de −3.
Sunt necesare multiple dezintegrări slabe schimbătoare de aromă pentru a se dezintegra într-un proton sau neutron. Modelul SU(3) al lui Murray Gell-Mann (numit uneori metoda înoptirii) a prezis existența acestui hiperon precum și masa și faptul că se va supune numai proceselor de dezintegrare slabă.
Dovezi experimentale pentru existența sa au fost descoperite în 1964 la Laboratorul Național Brookhaven. Mai multe exemple ale formării sale și observarea cu ajutorul acceleratoarelor de particule au confirmat modelul SU(3).
Ω- → Ξ0 + π-
Ξ0 → Λ0 + π0
Λ0 → p+ + π-

## Lista hiperonilor
| Particulă       | Simbol     | Compoziție | Masă de repaus MeV/c2 | Isospin I | Spin (Paritate) JP | Q  | S  | C | B' | Durata medie de viață s | Se dezintegrează în             |
| --------------- | ---------- | ---------- | --------------------- | --------- | ------------------ | -- | -- | - | -- | ----------------------- | ------------------------------- |
| Lambda          | Λ0         | uds        | 1 115,683(6)          | 0         | 1⁄2+               | 0  | −1 | 0 | 0  | 2,60×10−10              | p+ + π- sau n0 + π0             |
| Sigma           | Σ+         | uus        | 1 189,37(0,7)         | 1         | 1⁄2+               | +1 | −1 | 0 | 0  | 8,018±0,026×10−11       | p+ + π0 sau n0 + π+             |
| Sigma           | Σ0         | uds        | 1 192,642(24)         | 1         | 1⁄2+               | 0  | −1 | 0 | 0  | 7,4±0,7×10−20           | Λ0 + γ                          |
| Sigma           | Σ-         | dds        | 1 197,449(30)         | 1         | 1⁄2+               | −1 | −1 | 0 | 0  | 1,479±0,011×10−10       | n0 + π-                         |
| Rezonanță sigma | Σ*+ (1385) | uus        | 1 382,8(4)            | 1         | 3⁄2+               | +1 | −1 | 0 | 0  |                         | Λ + π sau Σ + π                 |
| Rezonanță sigma | Σ*0(1385)  | uds        | 1 383,7±1,0           | 1         | 3⁄2+               | 0  | −1 | 0 | 0  |                         | Λ + π sau Σ + π                 |
| Rezonanță sigma | Σ*-(1385)  | dds        | 1 387,2(5)            | 1         | 3⁄2+               | −1 | −1 | 0 | 0  |                         | Λ + π sau Σ + π                 |
| Xi              | Ξ0         | uss        | 1 314,83(20)          | 1⁄2       | 1⁄2+               | 0  | −2 | 0 | 0  | 2,90±0,09×10−10         | Λ0 + π0                         |
| Xi              | Ξ-         | dss        | 1 321,31(13)          | 1⁄2       | 1⁄2+               | −1 | −2 | 0 | 0  | 1,639±0,015×10−10       | Λ0 + π-                         |
| Rezonanță xi    | Ξ*0(1530)  | uss        | 1 531,80(32)          | 1⁄2       | 3⁄2+               | 0  | −2 | 0 | 0  |                         | Ξ + π                           |
| Rezonanță xi    | Ξ*-(1530)  | dss        | 1 535,0(6)            | 1⁄2       | 3⁄2+               | −1 | −2 | 0 | 0  |                         | Ξ + π                           |
| Omega           | Ω-         | sss        | 1 672,45(29)          | 0         | 3⁄2+               | −1 | −3 | 0 | 0  | 8,21±0,11×10−11         | Λ0 + K- sau Ξ0 + π- sau Ξ- + π0 |